# Manuel de Salas
Manuel de Salas y Corbalán (Santiago, 19 de junio de 1754-ibídem, 28 de noviembre de 1841) fue un destacado educador y político chileno, miembro del bando patriota por la causa de la independencia de Chile, y es considerado uno de los fundadores de la República de Chile.

## Primeros años de vida
Nació en Santiago de Chile, hijo de José Perfecto de Salas y los Ríos, un alto funcionario de la Corona, y María Josefa Corbalán y Chirinos. Viajó en su juventud por Europa. De ideología liberal, sus idearios se vieron marcados por los pensadores de la ilustración española, y en especial, por el venezolano Francisco de Miranda, precursor de la independencia de los países latinoamericanos.[cita requerida]
Al desempeñarse su padre como asesor del  virrey del Perú, Manuel de Amat y Juniet, viajó y vivió un largo período en Lima. Esta ocasión fue propicia para que Salas ingresara a la Universidad de San Marcos, donde se tituló de Bachiller en Sagrados Cánones en 1773, y en 1774 obtuvo el título de abogado ante la Real Audiencia de Lima. Paralelamente con los estudios de leyes, ingresó a la milicia; tuvo la oportunidad de ingresar como alférez al Regimiento de la Nobleza, en 1767, donde alcanzó el grado de capitán, el que tenía cuando regresó a Chile.

## Vida pública
De regreso al país, a inicios de 1775, fue elegido alcalde del Cabildo de Santiago. Más tarde, el Gobernador de Chile, Agustín de Jáuregui, lo nombró Superintendente de la población indígena de La Calera. En 1776 emprendió un largo viaje a España, donde permaneció durante siete años. De regreso a Chile en 1782, fue nombrado superintendente de Obras Públicas, además de regidor del Cabildo de Santiago y síndico del Real Consulado. Su aporte fue fundamental en el progreso del comercio, la industria de la época y en el desarrollo de las obras públicas, como fueron la reconstrucción del tajamar del río Mapocho, en 1783, y la creación de un paseo público llamado la Alameda Vieja.
En 1797 fundó la Real Academia de San Luis, una institución dedicada a las técnicas, a diferencia de la Universidad de San Felipe (de la que también era profesor). Sus objetivos fundamentales eran el fomento del progreso, la prosperidad económica y el desarrollo de la industria, de la agricultura y minería. Convencido de que se podía mejorar la vida en Chile mediante una enseñanza en base de la industria y la ciencia, Salas dotó a su institución cátedras de matemáticas y de artes. Esta academia se convertiría más tarde en el núcleo del Instituto Nacional.
Gran partidario de la independencia, fue un decidido promotor de la instalación de la Primera Junta Nacional de Gobierno de Chile. Colaboró también en la Aurora de Chile, con el pseudónimo de Salustio. En 1811, formó parte del Primer Congreso Nacional de Chile, siendo elegido diputado por Itata.
El gran interés de Salas era la libertad humana, y como tal se destacó tanto por su labor en pos de liberar las personas de la ignorancia como perseguir la libertad legal de los individuos, ideales que intentó exponer en escritos tales como Diálogos de los porteros. Promovió la Ley de Libertad de Vientres, instaurada desde el 15 de octubre de 1811, la que permitió que los hijos de los esclavos que nacieran en Chile quedaran libres, además de prohibir el ingreso de nuevos esclavos. Ya en 1823, se logró abolir completamente la esclavitud.
El 3 de noviembre de 1812, fue nombrado Secretario de Relaciones Exteriores de la Junta Provisional de Gobierno, ejerciendo hasta el 8 de abril de 1813. Participó y firmó, como paisano, el Reglamento Constitucional Provisorio de 1812. En 1813, ayudó a fundar la primera Biblioteca Nacional, con un fondo bibliográfico de 800 volúmenes. Propuso también un taller de imprenta para dar trabajo a los obreros en el arte tipográfico. Llegó a ser Senador en el Senado Consultivo de 1814.
Tras el desastre de Rancagua, el 1 y 2 de octubre de 1814, fue exiliado —a los sesenta años de edad— al Archipiélago Juan Fernández. La victoria de Chacabuco en 1817 le devolvió la libertad, regresando a Santiago. En 1818 fue nombrado por Bernardo O'Higgins como miembro de la Sociedad de Amigos de Chile. Ese mismo año se reabrió la Biblioteca Nacional, con Manuel de Salas como su primer Director.
En 1823, fue elegido diputado propietario de la Asamblea Provincial de Santiago, cargo que ejerció unos pocos días pues fue elegido diputado del Congreso General Constituyente del mismo año, establecido tras la abdicación de O'Higgins. Fue su presidente el 9 de agosto de 1823, en la sesión inaugural para constituir el Congreso. En 1831, fue reelecto diputado de Asamblea Provincial de Santiago, cargo que ejerció hasta 1833. Murió en Santiago, el 28 de noviembre de 1841.
En 1910, sus obras y escritos fueron recopiladas por uno de sus descendientes, José Rafael Salas, y publicadas en tres gruesos volúmenes, el último publicado en 1914. En su homenaje, el Liceo Experimental de la Universidad de Chile lleva su nombre.